# August Christian Andreas Abel
August Christian Andreas Abel (Braunschweig, 2 agosto 1751 – Ludwigslust, 3 agosto 1834) è stato un violinista tedesco, membro della famiglia Abel.

## Biografia
Era figlio di Leopold August Abel e fratello di Wilhelm Anton Christian Carl Abel, Wilhelm August Christian Abel e Friedrich Ludwig Aemilius Abel. Insieme ai due fratelli musicisti, fu dal 1769 secondo violinista nella Mecklenburg-Schwerinsche Hofkapelle, dove il padre suonava il primo violino. Lavorò quindi come violinista fino alla pensione, pur non disdegnando la pratica della pittura, come da tradizione familiare. Rimase attivo fino al 1821.
Sposatosi nel 1793 con Johanna Sophia Friderica Heintz (1770–1824), che aveva 19 anni meno di lui, ebbe sette figli, fra cui Friedrich Ludwig Abel e Johann Leopold Abel, suoi allievi ed anch'essi musicisti, e con i quali intraprese una tournée concertistica per la Germania, dal modesto ritorno economico.